# Дунэря (футбольный клуб, Галац)
Дунэря (рум. Fotbal Club Municipal Dunărea Galați) — бывший румынский футбольный клуб из города Галац.

## История
Клуб был основан в 1970 году, занял место Oțelul Galați в Дивизии B и в течение 5 сезонов выступал в Лиге I.
В течение короткого периода он был основной командой «Galați», но после подъема «Oțelul» в 1980-х годах его можно увидеть только в Лиге II и Лиге III.
В конце сезона 2007/08 они должны были быть понижены в Лигу III, но им удалось сохранить свою вторую позицию в лиге благодаря выходу «FCM Câmpina».
Сезон 2009/10 начался хорошо, команда дошла до 32-го раунда Кубка Румынии, но была выбита обладателями кубка «ЧФР». В лиге они заняли 11-е место.